# هيروشي إيماي
هيروشي إيماي هو سياسي ياباني، ولد في 15 يوليو 1941 في سوكا في اليابان. حزبياً، نشط في الحزب الليبرالي الديمقراطي الياباني وحزب الآفاق الجديدة. وقد انتخب عضو مجلس النواب من اليابان.